# 致埃文·漢森
《致埃文·汉森》（英語：Dear Evan Hansen）是一部音乐剧，本剧由本杰·帕塞克和贾斯汀·保罗创作音乐和歌词，史蒂文·莱文森创作剧本。本剧讲述了“埃文·汉森在一个与他无关的悲剧中为自己创造了一个重要角色”。
这部音乐剧于2016年12月在百老汇的音乐盒剧院开幕，此前该剧于2015年7月在华盛顿特区的竞技场舞台进行了世界首演，并于2016年3月至5月在第二舞台剧院进行了外百老汇演出。
开演后，该剧获得了好评。在第71届托尼奖上，该剧获得了9项提名，并赢得了6项奖项，包括最佳音乐剧、最佳剧本、最佳配乐、最佳男演员本·普拉特以及最佳女配角瑞秋·贝·琼斯。
改编的电影版由斯蒂芬·乔博斯基执导，本·普拉特的父亲马克·普拉特担任联合制片人，本·普拉特再度出演主角。电影于2021年9月24日上映。它的票房令人失望，并得到了评论家的负面评价。

## 製作過程
這部音樂劇由Pasek and Paul音樂創作組合製作，並用Benj Pasek在Friends' Central School高中時期發生的事件作為發想。塑造了埃文·漢森（Evan Hansen）的人物角色。
在第一階段製作之前有幾次試辦：2014 年 5 月在紐約珍珠工作室、2014 年 7 月在紐約切爾西工作室和 2014 年 9 月在曼哈頓運動和藝術工作室。最終於2015年3月在吉布尼舞蹈中心舉辦了一次完整的發表會。該項目最初被稱為 PPL計畫。該劇源卡司：歌手班·普拉特(Ben Platt)也參與了製作過程。

## 外部連結
- 互联网电影数据库（IMDb）上《致埃文·漢森》的资料（英文）